# Équipe de Tunisie de football en 2009
L'équipe de Tunisie de football participe en 2009 à la suite et à la fin des qualifications pour la coupe du monde 2010 en Afrique du Sud et de la CAN 2010 en Angola.
Le 6 septembre 2009, à la suite de son match nul au Nigeria (2-2), l'équipe se qualifie officiellement pour la CAN 2010.
Le 14 novembre 2009, à la suite de sa défaite face au Mozambique (1-0), l'équipe est éliminée des qualifications pour le mondial de 2010. En conséquence, l'entraîneur portugais Humberto Coelho est démis de ces fonctions et remplacé par Faouzi Benzarti.

## Matchs
| Date             | Stade                                     | Adversaire      | Score | Comp      | Buteurs tunisiens                              |
| 11 février 2009  | Stade olympique de Radès Radès, Tunisie   | Pays-Bas        | 1-1   | A         | Saihi 67e                                      |
| 28 mars 2009     | Nyayo National Stadium Nairobi, Kenya     | Kenya           | 1-2   | QCM + QCA | Jemal 6e, Jemâa 79e                            |
| 28 mai 2009      | Stade olympique de Radès Radès, Tunisie   | Soudan          | 4-0   | A         | Darragi 10e, Allagui 15e, Jaïdi 21e, Felhi 54e |
| 6 juin 2009      | Stade olympique de Radès Radès, Tunisie   | Mozambique      | 2-0   | QCM + QCA | Ben Yahia 21e (pen.), Darragi 89e              |
| 20 juin 2009     | Stade olympique de Radès Radès, Tunisie   | Nigeria         | 0-0   | QCM + QCA | -                                              |
| 12 août 2009     | Stade olympique de Sousse Sousse, Tunisie | Côte d'Ivoire   | 0-0   | A         | -                                              |
| 6 septembre 2009 | Abuja Stadium Abuja, Nigeria              | Nigeria         | 2-2   | QCM + QCA | Taïder 24e, Darragi 89e                        |
| 11 octobre 2009  | Stade olympique de Radès Radès, Tunisie   | Kenya           | 1-0   | QCM + QCA | Jemâa 1re                                      |
| 14 octobre 2009  | Stade olympique de Radès Radès, Tunisie   | Arabie saoudite | 0-1   | A         | -                                              |
| 14 novembre 2009 | Estádio da Machava Maputo, Mozambique     | Mozambique      | 1-0   | QCM + QCA | -                                              |